# Mario Carnevale (calciatore)
Adolfo Mario Carnevale (Montalto Uffugo, 5 febbraio 1947) è un ex calciatore italiano, di ruolo difensore o centrocampista.

## Biografia
Nato in Calabria, emigra a Buenos Aires con tutta la famiglia nel 1952. Pur risiedendo in Argentina per oltre vent'anni, ha mantenuto la sola nazionalità italiana.

## Caratteristiche tecniche
Giocava come volante, ovvero difensore centrale o mediano; sopperiva ai limiti tecnici con la corsa e la generosità.

## Carriera
Inizia a giocare nelle file del Lanús, con cui debutta nel campionato di Primera División il 31 marzo 1967 nel pareggio per 3-3 sul campo dell'Atlanta. Disputa quattro campionati nella massima divisione argentina, per un totale di 117 presenze con la maglia granata, e resta in forza al Lanús anche per il campionato di Primera B Nacional 1971, prima di trasferirsi al Gimnasia y Esgrima, di nuovo in Primera División. Vi rimane una stagione e mezza, fino all'ottobre 1973, quando gioca la sua ultima partita nella vittoria interna contro il Ferro Carril Oeste.
Subito dopo fa ritorno in Italia, per cercare un ingaggio consentito dal fatto di essere di nazionalità italiana e di non essere tesserato in Argentina come professionista. Attraverso l'intermediario Gerardo Sannella (che nell'estate precedente lo aveva proposto anche all'Inter nelle cui file ha giocato in amichevole contro Pescara e Padova nel giugno 1973) viene ingaggiato dal Piacenza, militante nel campionato di Serie C. Con i biancorossi disputa 14 partite, offrendo un rendimento complessivamente deludente, e a fine stagione rimane svincolato.
Ha disputato complessivamente 164 partite nella massima serie argentina.